# Myrrh Records
Myrrh Records, fundada em 1972 por Billy Ray Hearn como divisão da Word Records, foi um dos selos musicais mais bem sucedidos no segmento cristão norte-americano. Seu nome deriva de "mirra", um dos presentes oferecidos pelos magos ao menino Jesus, segundo a Bíblia.
Provavelmente o maior achado da Myrrh Records tenha sido uma cantora adolescente de nome Amy Grant, que debutou no cenário musical em 1977. Grant revelou-se tão popular, tanto no meio cristão quanto fora dele, que a Word fechou um acordo com a A&M Records para promover Amy Grant no mainstream da indústria fonográfica, além de relançar todo o catálogo da Myrrh neste meio. Em 1985, Myrrh/A&M fizeram o primeiro lançamento conjunto de Amy Grant, o álbum Unguarded.

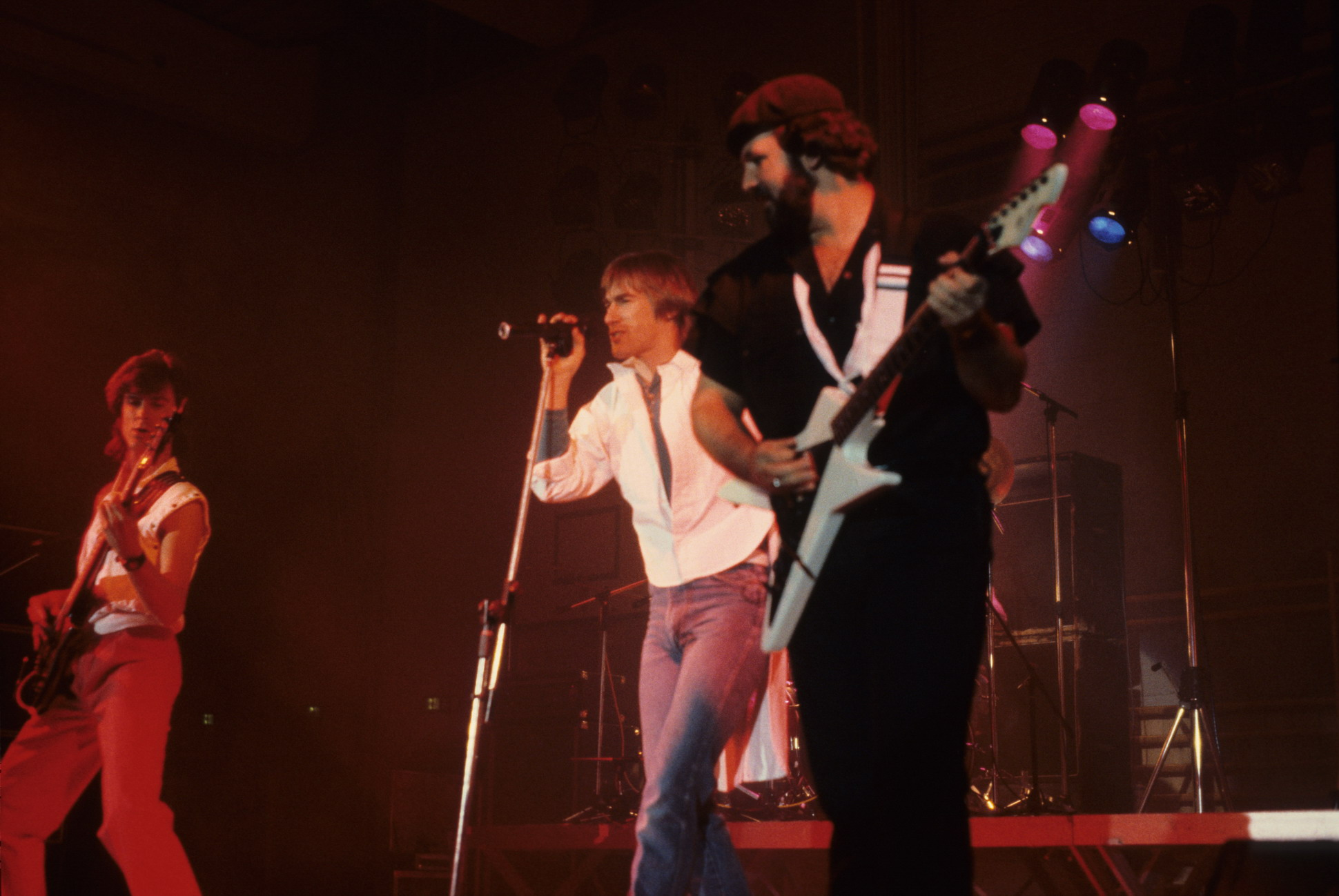
Petra: uma das bandas gravadas pela Myrrh.

Além de Amy Grant, no elenco de artistas da Myrrh passaram nomes como Barry McGuire, Randy Stonehill, The 2nd Chapter of Acts, Phil Keaggy,  Petra, Glad, Steve Taylor, Randy Matthews, entre muitos outros. 
Em 2000, a Word Entertainment anunciou o fim da marca e transferiu todo o elenco de artistas para o selo Word.
Em 2005 o selo foi relançado como Myrrh Worship, dedicado à temática Louvor e Adoração.

## Artistas fizeram parte do cast da Gravadora
- Amy Grant
- Barry McGuire
- Billy Preston
- B.J. Thomas
- Benny Hester
- Crystal Lewis
- Cliff Richard
- David Meece
- David and the Giants
- Dion
- Guardian
- Jaci Velásquez
- Kim Boyce
- Leslie Phillips
- Leon Patillo
- Glad
- Greg X. Volz
- Malcolm and Alwyn
- Mark Heard
- Mike Warnke
- One Bad Pig
- Petra
- Phil Keaggy
- Philip Bailey
- Randy Stonehill
- Randy Matthews
- Richie Furay
- Salvation Air Force
- Sam Phillips
- Servant
- Steve Archer
- Steve Taylor
- The 77s
- The 2nd Chapter of Acts
- The Choir